# Пекін-Центральний
Пекін-Центральний (кит. спр. 北京站, піньїнь: Běijīng zhàn, акад. Бейцзін чжань, буквально «станція Пекін») — одна з трьох основних  залізничних станцій Пекіна .

## Історія
Станція закладена в 1901, а відкрита через два роки — в 1903. Сучасна будівля побудована в 1950-х і з архітектурної точки зору є сумішшю традиційного стилю і стилю 1950-х.

## Опис
Вокзал розташований в центрі міста поруч з проспектом Цзяньгомень, в межах другої кільцевої автодороги. Потяги проходять через колишні міські ворота в Дунбяньмень.
Після завершення будівництва в 1996 Західного вокзалу пасажирооборот дещо знизився, проте як і раніше залишається високим. З Пекінського вокзалу зазвичай вирушають потяги в Маньчжурію (включаючи Харбін, Шеньян і Далянь), Шаньдун (включаючи Циндао та  Цзинань), східне узбережжя Китаю (включаючи Шанхай, Нанкін і Ханчжоу) і Внутрішню Монголію, а також міжнародні поїзди в КНДР і Монголію. Інші напрямки обслуговує західний вокзал.
Через вокзал проходить 2 (кільцева) лінія Пекінського метрополітену (до 1970-х - кінцева станція), а також численні автобусні та тролейбусні лінії. Тепер[коли?] закінчено спорудження західної дороги до вокзалу, ведуться роботи з будівництва східної дороги.